# Złota Galera
Złota Galera – opowiadanie fantasy, debiut Jacka Dukaja. Opublikowane w 1990 w miesięczniku „Fantastyka” (2/1990). Opowiadanie było jednym z tekstów, które zapoczątkowały nurt klerykal fiction w polskiej prozie fantastycznonaukowej.

## Historia
Autor napisał tekst w wieku 14 lat, a opublikował, mając lat 15.

## Fabuła
Akcja toczy się w dalekiej przyszłości. Do granic Imperium Ziemskiego zbliża się, dryfując w przestrzeni kosmicznej, ogromnych rozmiarów galera wykonana ze szczerego złota. Wywiadu dokonują Błogosławione Zastępy, które dowiadują się, że obiekt został wysłany przez samego Szatana, który przybywa na Ziemię, by wziąć „to, co do niego należy”, a spośród wielomiliardowej populacji przeżyje zaledwie kilkadziesiąt milionów – ci, którzy żyli zgodnie z sumieniem. Gdy galera jest już u wrót Ziemi, okazuje się, że bez duszy padają nie tylko maluczcy, ale też szef Błogosławionych Zastępów Colloni oraz jego szef, archanioł Charles Radiwill.

## Odbiór i analiza
Uważa się, że opowiadanie było jednym z tekstów, które zapoczątkowały nurt klerykal fiction w polskiej prozie fantastycznonaukowej. Zaliczenie opowiadania do tego gatunku, według niektórych krytyków (jak Wągrowski), zaszkodziło nieco Dukajowi.
W 1991 Tomasz Kołodziejczak we wstępie do antologii Jawnogrzesznica napisał, że tekst jest reakcją na „społeczne strachy końca dziesięciolecia”.
Według Tadeusz A. Olszańskiego („Nowa Fantastyka” 1994).opowiadanie prezentuje perespektywę satanistyczną, gdyż nie ma w nim Mesjasza (Boga), pojawia się tylko Szatan, który bierze dusze milionów, które myślały, że "żyją dobrze... w zgodzie z własnym sumieniem", podważając sukces Zbawienia i sens wiary. 
W tym samym roku, Bartłomiej Chaciński nazwał opowiadanie „kultowym” dla gatunku polskiej fantastyki naukowej. Fabułę opowiadania uznał za „sensacyjną i zagmatwaną”, a sam utwór za kontrowersyjny, pisząc, że „doczekał się tyluż pochwał, co słów krytyki”. 
Marek Oramus w 1995 konstatował krótko w Fenixie, że utwór należy do nielicznych [spośród nurtu klerykal fiction], które „spoglądają na problem szerzej”, pozostałe określając jako „najprymitywniejszą fantastykę pierwszopoziomową”.
W 1996 opowiadanie przetłumaczono na angielski, w antologii The Dedalus Book of Polish Fantasy. Recenzentka antologii napisała w Polish American Journal, że opowiadanie "przedstawia futurystyczną wizję świata pod rządami organizacji Wielkiego Brata, która wygląda jak KGB i Towarzystwa Jezusowego, z ich dwulicowością". Z kolei recenzent w Interzone napisał (niedowierzając, że autor miał tylko 15 lat, gdy napisał to opowiadanie), że utwór "łączy w sobie operę kosmiczną z czarną magią i satyrą antybiurokratyczną i czyta się go inaczej niż cokolwiek, z czym spotkałem się gdzie indziej"; i że utwór mógłby się podobać R.A. Lafferty'emu (amerykańskiemu pisarzowi znanemu ze swego ekscentrycznego stylu).
W swoich artykułach z 1999 (Fronda) i 2002 (Przewodnik Katolicki) Natalia Budzyńska określiła utwór mianem metafizyczno-technologicznej space opery i pisze, że opowiadanie „to jakby przestroga dla tych, którzy traktują diabła jako zabawę, którzy zajmując się magią czy okultyzmem, są przekonani, że mogą zapanować nad tajemnymi mocami, oswoić ciemne siły, udomowić demona”, a także „przestroga przed naszą pychą, kiedy uważamy, że grzechy nas nie dotyczą, ponieważ „generalnie jesteśmy w porządku”. Krytyczka twierdzi, że utwór „zdawał się być właśnie totalną krytyką Kościoła po przemianach polskiej rzeczywistości. Ale jednocześnie (...) [jest] na wskroś przesycony treściami ewangelicznymi”. Autorka przytacza także opinie innych krytyków, którzy „okrzyknęli utwór antyklerykalnym” i twierdzili, że Dukaj skupia się na „subiektywnie dolegliwym rozpychaniu się Kościoła na publicznej scenie”, zaś Zbigniew Łazowski uznał ten utwór za krytykę pod adresem mieszkańców „najbardziej katolickiego kraju Europy”.
Tadeusz Żabski w Słowniku literatury popularnej z 2006 określił debiut Dukaja „brawurowym” i ocenił, że choć „ani w warstwie językowej ani kompozycyjnej nie zaskakuje”, to „oryginalna tematyka (...) oraz pełne rozmachu wizje (...) sprawiły, że przyczynił się do ukonstytuowania nurtu polskiej sf, podejmującego problematykę wiary”.
W 2014 Piotr Gorliński-Kucik, pisząc w książce Skład osobowy: szkice o prozaikach współczesnych ocenił, że wbrew zamiarom autora „Złota Galera wpisała się w narastającą wówczas w Polsce falę antyklerykalizmu, będącą z kolei reakcją na umacnianie się pozycji Kościoła”. Potwierdził to sam autor 2 lata po debiucie: „Pojęcia nie miałem, pisząc to opowiadanie, że po Polsce przejdzie taka fala (fale?) antyklerykalizmu i Kościół wejdzie na honorową trybunę niechęci. (...) To, że Galera trafiła w dziurę literacką zawdzięczam w większości szczęściu” oraz „z pewnym przerażeniem spostrzegłem, że zaczyna się o mnie mówić jak o jakimś wieszczu”. Gorliński-Kucik zauważył też, że nastoletni autor „wzbudził niekłamany podziw oryginalnym pomysłem i sprawnością warsztatu”; i że świat przedstawiony w opowiadaniu ma „cechy rzeczywistości alternatywnej, zorganizowanej podług innych założeń: elementy świata duchowego i materialnego występują na jednej płaszczyźnie jako równouprawnione”.
W 2022 w książce „Powroty do przeszłości”. Literatura i kultura lat 80. i jej współczesna recepcja Adam Mazurkiewicz stwierdził, że utwór „odwołuje się do dominującej w social fiction poetyki realizmu fantastycznego”, czyli „łączy podejmowanie polemiki z pozaartystycznymi zjawiskami społeczno-politycznymi w tonacji 'serio'”, a także jest próbą dostosowania „niegdysiejszego sposobu wysłowienia problematyki społecznej do nowego wyzwania, jakim stało się wieloaspektowe zaistnienie Kościoła w wyobraźni zbiorowej”. Wcześniej, w 2014 w książce Motywy religijne we współczesnej fantastyce, Mazurkiewicz pisał też, że utwór należy zaliczyć do „opowieści, w których problematyka religijna stanowi oś fabularną. (...) utwory te przywołują rzeczywistość religijną, wykorzystując wątki przejęte z liturgii, hagiografii, kultu, Biblii, historii Kościoła” i są utworami, w których „sacrum stanowi realną rzeczywistość”. 
Według Stanisława Krawczyka, piszącego w 2022 w książce Gust i prestiż. O przemianach polskiego świata fantastyki, Złota Galera „stała się jednym z ważniejszych opowiadań we współczesnej polskiej fantastyce naukowej”.

## Wydania
- „Fantastyka” (2/1990)
- Jawnogrzesznica (antologia, Przedświt 1991)
- Miłosne dotknięcie nowego wieku (antologia, Prószyński i S-ka 1998)

Tekst został przetłumaczony na języki obce: 
- język rosyjski – Władimir Anikiejew: Золотая галера („Фантакрим MEGA” nr 4 1993)[20]
- język węgierski – László Ábrán: Az aranygálya („Galaktika” nr 3 1995)[21]
- język angielski – Wiesiek Powaga: The Golden Gallery (antologia The Dedalus Book of Polish Fantasy Dedalus 1996)[22]
- język niemiecki – Jacek Rzeszotnik: Die Goldene Galeere (antologia Auf der Strasse nach Oodnadatta Wilhelm Heyne Verlag 2001)[23]